# 接続 (ベクトル束)
- 数学 > 幾何学 > 多様体論 > 微分幾何学 > 接続 > 接続 (ベクトル束)

ベクトルバンドルの接続（せつぞく、英: connection）とは、微分幾何学の概念で、接ベクトルバンドルやより一般のベクトルバンドルに微分概念を定義する演算子である。接続に定義される微分概念を共変微分という。
接続および共変微分の概念は元々リーマン多様体上のベクトル場の微分を定義するために導入されたもので、この接続をレヴィ-チヴィタ接続という。一般の接続概念はレヴィ-チヴィタ接続の満たす性質を自然に一般のベクトルバンドル拡張する事で得られる。

接続によって定まる重要な概念の一つとして平行がある。これは与えられたベクトル場の与えられた曲線に沿った共変微分が0になる、という趣旨の概念で、曲線に沿って平行なベクトル場X（あるいはより一般にベクトルバンドルの切断）により、曲線の起点PにおけるベクトルXPが曲線の終点曲線の起点QにおけるベクトルXQに平行移動されたとみなす。
これにより、（何ら構造が定義されていない）多様体では無関係なはずの点PにおけるベクトルXPと点QにおけるベクトルXQにおけるベクトルを「接続」して関係づけて考える事ができる。

接続によって定まるもう一つの重要概念として曲率があり、これはベクトルバンドルの「曲がり具合」を表している。特に接ベクトルバンドルの曲率は多様体それ自身の「曲がり具合」とみなせる。曲率概念は歴史的には3次元ユークリッド空間{\displaystyle \mathbb {R} ^{3}}内の曲面に対して定義されたものだが、実は「外の空間」である{\displaystyle \mathbb {R} ^{3}}がなくても定義できる曲面に内在的な量である事が示されたので、これを一般のリーマン多様体（の接ベクトルバンドル）、さらには一般のベクトルバンドルに対して拡張したものである。多様体に内在的な量としてみなしたとき、曲率の幾何学的意味は、閉曲線に沿ってベクトルを一周平行移動したとき、もとのベクトルとどの程度ずれるかを測った量であるとみなせる。
接続概念はゲージ理論やチャーン・ヴェイユ理論で用いられる。特にチャーン・ヴェイユ理論の特殊ケースとして、曲面に関する古典的なガウス・ボンネの定理を一般の偶数次元多様体に拡張するのに役立つ。

## 準備

### 切断とその性質
接続の概念を定義するため、ベクトルバンドル関連の概念をいくつか定義する。
定義 (接続) ― {\displaystyle \pi ~:~E\to M}を可微分多様体M上の可微分なベクトルバンドルとする。可微分な写像{\displaystyle s~:~M\to E}で
{\displaystyle \pi (s(x))=x}  for {\displaystyle \forall x\in M}
を満たすものをEの切断（英: section）という。Eの切断全体の集合を{\displaystyle \Gamma (M,E)}あるいは単に{\displaystyle \Gamma (E)}と表記する。
定義から分かるように、接バンドルTMの切断の概念は、Mのベクトル場の概念に一致する。よってM上のベクトル場全体の集合{\displaystyle {\mathfrak {X}}(M)}は{\displaystyle \Gamma (TM)}に一致する。
可微分多様体M上の可微分な2つのベクトルバンドル{\displaystyle \pi _{1}~:~E_{1}\to M}、{\displaystyle \pi _{2}~:~E_{2}\to M}に対し、写像
{\displaystyle \alpha ~:~\Gamma (E_{1})\to \Gamma (E_{2})}

を考える。
定義 ― 　
{\displaystyle \alpha (as+bs')=a\alpha (s)+b\alpha (s')} for {\displaystyle \forall a,b\in \mathbb {R} }、{\displaystyle \forall s,s'\in \Gamma (E_{1})}
を満たすとき、αは{\displaystyle \mathbb {R} }-線形であるという。また
{\displaystyle \alpha (fs+gs')=f\alpha (s)+g\alpha (s')} for {\displaystyle \forall f,g\in C^{\infty }(M)}、{\displaystyle \forall s,s'\in \Gamma (E_{1})}
を満たすとき、αは{\displaystyle C^{\infty }(M)}-線形であるという。
定義 ― 任意の開集合{\displaystyle U\subset M}および任意の{\displaystyle s\in \Gamma (E_{1})}に対し、
{\displaystyle s|_{U}=0\Rightarrow \alpha (s)|_{U}=0}
が成立するとき、αは局所演算子（英: local operator）であるという。
また任意の{\displaystyle P\in M}および任意の{\displaystyle s\in \Gamma (E_{1})}に対し、
{\displaystyle s|_{P}=0\Rightarrow \alpha (s)|_{P}=0}
となるとき、αは点演算子（英: point operator）であるという。
実は次が成立する：
定理 ― 以下の4つは同値である。：
1. αは{\displaystyle C^{\infty }(M)}-線形である
2. αは点演算子である
3. あるバンドル写像{\displaystyle \varphi ~:~E_{1}\to E_{2}}が存在し、任意の{\displaystyle P\in M}に対し、{\displaystyle \alpha (s)|_{P}=\varphi _{P}(s)}
4. Mの各点Pに{\displaystyle E_{1}{}^{*}\otimes E_{2}}の元を対応させるテンソル場ηが存在し、{\displaystyle \alpha (s)|_{P}=\eta _{P}(s)}

また次が成立する：
定義・定理 ― αが局所演算子であるとする。このときMの任意の開集合Uに対し、{\displaystyle \alpha ^{U}~:~\Gamma (U,E)\to \Gamma (U,E)}で
{\displaystyle \alpha ^{U}(s|_{U})=\alpha (s)|_{U}} for {\displaystyle \forall s\in \Gamma (E)}
を満たすものが一意に存在する。{\displaystyle \alpha ^{U}}と書き、αのUへの制限(英: restriction)という。

### レヴィ-チヴィタ接続
一般のベクトルバンドルに対する接続を定義するため、レヴィ-チヴィタ接続について簡単に振り返る。
Mを{\displaystyle \mathbb {R} ^{n}}の部分多様体とし、X、YをM上のベクトル場とするとき、
{\displaystyle \nabla _{X}Y:=\Pr \left({d \over dt}Y_{\exp(tX)}{\Bigg |}_{t=0}\right)}
により定義する。ここで{\displaystyle \exp(tX)(u)}は時刻0に点{\displaystyle u\in M}を通るXの積分曲線である。実はこれらの量はMの内在的な量である事、すなわち{\displaystyle \mathbb {R} ^{n}}からMに誘導されるリーマン計量（とその偏微分）のみから計算できる事が知られている。
そこで{\displaystyle \nabla _{X}Y}をリーマン多様体{\displaystyle (M,g)}に内在的な値とみなしたものを考える事ができる。この{\displaystyle \nabla _{X}Y}は以下の公理で特徴づけられる事が知られている：
定理 (リーマン幾何学の基本定理) ― M上のベクトル場の組にM上のベクトル場を対応させる汎関数∇で以下の5つの性質をすべて満たすものが唯一存在する。このを{\displaystyle (M,g)}のレヴィ-チヴィタ接続といい、{\displaystyle \nabla _{X}Y}をレヴィ-チヴィタ接続から定まるYのXによる共変微分という：
1. {\displaystyle \nabla _{X}s}はXに関して{\displaystyle C^{\infty }(M)}-線形
2. {\displaystyle \nabla _{X}s}はsに関して{\displaystyle \mathbb {R} }-線形
3. {\displaystyle \nabla _{X}(fY)=X(f)Y+f\nabla _{X}Y}
4. {\displaystyle \nabla _{X}Y-\nabla _{Y}X=[X,Y]}
5. {\displaystyle Z(g(X,Y))=g(\nabla _{Z}X,Y)+g(X,\nabla _{Z}Y)}

ここでX、Y、ZはM上の任意の可微分なベクトル場であり、f、gはM上定義された任意の実数値C∞級関数であり、a、bは任意の実数であり、{\displaystyle fY}は点{\displaystyle u\in M}において{\displaystyle f(u)Y_{u}}となるベクトル場であり、{\displaystyle X(f)}はfのX方向微分であり、{\displaystyle [X,Y]}はリー括弧である。

具体的には局所座標{\displaystyle (x^{1},\ldots ,x^{m})}を使って、{\displaystyle X=X^{j}{\tfrac {\partial }{\partial x^{j}}}}、
{\displaystyle \nabla _{X}Y=\left(X^{j}{\partial Y^{i} \over \partial x^{j}}+X^{j}Y^{k}\Gamma _{jk}^{i}\right){\partial  \over \partial x^{i}}}
　　　where {\displaystyle \Gamma _{jk}^{i}={\frac {1}{2}}g^{i\ell }\left({\partial g_{k\ell } \over \partial x^{j}}+{\partial g_{\ell j} \over \partial x^{k}}-{\partial g_{jk} \over \partial x^{\ell }}\right)}
と書ける。{\displaystyle \Gamma ^{i}{}_{jk}}を局所座標{\displaystyle (x^{1},\ldots ,x^{m})}に関するクリストッフェル記号という。

## ベクトルバンドルの接続
レヴィ-チヴィタ接続の概念を一般化したものとして、ベクトルバンドルに対する接続の概念がある。接続の概念はゲージ理論やチャーン・ヴェイユ理論で重要な役割を果たす。本項では、議論の一般性を確保するために接続の概念を導入するが、あくまでレヴィ-チヴィタ接続やそこから誘導される接続を主軸として話を進める。

### 定義
{\displaystyle \pi ~:~E\to M}を可微分多様体M上の可微分な実ベクトルバンドルとし（E、Mのいずれにもリーマン計量が入っているとは限らない）、{\displaystyle \Gamma (E)}をEの切断全体の集合とし、{\displaystyle {\mathcal {X}}(M):=\Gamma (TM)}をM上のベクトル場全体の集合とする。
接続は前述したレヴィ-チヴィタ接続の公理的特徴づけの5つの性質のうち3つを使って定義される：
定義 (接続) ― 汎関数
{\displaystyle \nabla ~:~(X,s)\in {\mathfrak {X}}(M)\times \Gamma (E)\mapsto \nabla _{X}s\in \Gamma (E)}
で以下の性質を満たすものをE上のKoszul接続（英: Koszul connection）あるいは単に接続（英: connection）といい、{\displaystyle \nabla _{X}s}を接続{\displaystyle \nabla }が定めるsのX方向の共変微分という：
1. {\displaystyle \nabla _{X}s}はXに関して{\displaystyle C^{\infty }(M)}-線形
2. {\displaystyle \nabla _{X}s}はsに関して{\displaystyle \mathbb {R} }-線形
3. {\displaystyle \nabla _{X}(fs)=X(f)s+f\nabla _{X}s}　（ライプニッツ則）

Mの接ベクトルバンドルTMの接続の事を特にアフィン接続（英: affine connection）という。
ここでXはM上の任意のベクトル場であり、sはEの任意の切断であり、fはM上定義された任意の実数値可微分関数であり、{\displaystyle fX}は点Pにおいて{\displaystyle f(P)X_{P}}となるベクトル場であり、{\displaystyle X(f)}はfのX方向微分である。明らかにレヴィ-チヴィタ接続はアフィン接続である
なお、Koszul接続の事を線形接続（英: linear connection）と呼ぶ文献もあるが、この言葉をアフィン接続の意味で用いている文献や、接バンドルのフレームバンドル上の接続の意味で用いている文献もあるので注意が必要である。
またアフィン接続という名称ではあるが、この接続に関する事項、例えば平行移動は線形変換になり、（線形変換以外の）アフィン変換にはならない。この名称は、この接続をカルタン接続とみなしたときにアフィン空間をモデルとするカルタンの幾何学とみなせる事による。詳細はカルタンの幾何学の項目を参照されたい。
Eに計量gが定義されているときには、以下の概念を定義できる：
定義 (リーマン計量と両立する接続) ― Eの任意の切断s1]、s2]に対し
{\displaystyle Xg(s_{1},s_{2})=g(\nabla _{X}s_{1},s_{2})+g(s_{1},\nabla _{X}s_{2})}
が成立する場合、{\displaystyle \nabla }はリーマン計量gと両立する（英: compatible with g）といい、{\displaystyle \nabla }は計量接続（英: metric connection）であるという。
また、{\displaystyle E=TM}の場合、すなわち∇が多様体M上のアフィン接続である場合は以下のテンソルを定義できる：
定義 (捩率テンソル) ― 　
{\displaystyle T_{\nabla }(X,Y):=\nabla _{X}Y-\nabla _{Y}X-[X,Y]}
を捩率テンソルという。
捩率テンソルの詳細は後の節で述べる。
リーマン幾何学の基本定理から、レヴィ-チヴィタ接続とは、（唯一の）捩れなしの計量アフィン接続として特徴づけられる。

ライプニッツ則を用いると、以下を示す事ができる：
定理 ― 接続{\displaystyle \nabla _{X}s}はsに関して局所演算子である。

#### 別定義
{\displaystyle \nabla _{X}s}はXに関して{\displaystyle C^{\infty }(M)}-線形であり、したがって点Pにおける値{\displaystyle \nabla _{X}s|_{P}}がXのPにおける値XPのみから決まる。この事に着目すると、接続を若干違った角度から定式化できる。これを見るため、Eに値を取る線形写像{\displaystyle \nabla s|_{P}}を
{\displaystyle \nabla s|_{P}~:~X_{P}\in TM\mapsto \nabla _{X_{P}}s|_{P}\in E}
と定義すると、余接ベクトル空間T*Mの定義から、
{\displaystyle \nabla s|_{P}\in (T^{*}M\otimes E)_{P}}
とみなせる。そこでMの各点Pに{\displaystyle \nabla s|_{P}\in (T^{*}M\otimes E)_{P}}を対応させる切断
{\displaystyle \nabla s~:~P\in M\mapsto \nabla s|_{P}\in (T^{*}M\otimes E)_{P}}
を考える事ができる。よって接続{\displaystyle \nabla }は、Eの切断sに{\displaystyle T^{*}M\otimes E}の切断を対応させる写像
{\displaystyle \nabla :~\Gamma (E)\to \Gamma (T^{*}M\otimes E)}

とみなせる。この事実を用いると、接続{\displaystyle \nabla }を以下のようにも定義できる：
定義 (接続の別定義) ― {\displaystyle \mathbb {R} }-線形写像
{\displaystyle \nabla ~:~\Gamma (E)\to \Gamma (T^{*}M\otimes E)}
で以下の性質を満たすものをE上の接続（英: connection）という：
1. {\displaystyle \nabla fs=df\otimes s+f\nabla s}

上記の２つの定義は同値であるが、後者はXを明示しない分数学的取り扱いが若干楽になる場合が多い。

### 接続形式
{\displaystyle (e_{1},\ldots ,e_{m})}を開集合{\displaystyle U\subset M}上で定義されたEの局所的な基底とする。接続{\displaystyle \nabla _{X}s}はsに関して局所演算子であったので、{\displaystyle \nabla }のUへの制限{\displaystyle \nabla ^{U}}を考える事ができる。以下、紛れがなければ{\displaystyle \nabla ^{U}}の事を単に{\displaystyle \nabla }と書く。
XをM上のベクトル場とし、{\displaystyle s=s^{j}e_{j}}をEの切断とすると、接続の定義から
{\displaystyle \nabla _{X}s=X(s^{j})e_{j}+s^{j}\nabla _{X}e_{j}}
である。この式は、共変微分{\displaystyle \nabla _{X}s=\nabla _{X}(s^{j}e_{j})}にライプニッツ則を適用して係数部分の微分{\displaystyle X(s^{j})e_{j}}と基底部分の微分{\displaystyle s^{j}\nabla _{X}e_{j}}の和として表現したものと解釈できる。
そこで以下のような定義をする：
定義 (接続形式) ― 行列{\displaystyle \omega (X)}を
{\displaystyle (\nabla _{X}e_{1},\ldots ,\nabla _{X}e_{m})=(e_{1},\ldots ,e_{m})\omega (X)}
により定義し、Xに{\displaystyle \omega (X)}を対応させる行列値の1-形式{\displaystyle \omega =(\omega ^{i}{}_{j})_{ij}}を局所的な基底{\displaystyle (e_{1},\ldots ,e_{m})}に関する接続∇の接続形式（英: connection form）という
定義から明らかに、
{\displaystyle \nabla _{X}s=X(s^{j})e_{j}+s^{j}\omega ^{i}{}_{j}(X)e_{i}}
である。
さらに{\displaystyle \omega ^{i}{}_{j}}を成分で、
{\displaystyle \omega ^{i}{}_{j}=\Gamma _{kj}^{i}dx^{k}}
と表記すると、
{\displaystyle \nabla _{X}s=\left(X^{k}{\partial s^{i} \over \partial x^{k}}+X^{k}s^{j}\Gamma _{kj}^{i}\right)e_{i}}
とレヴィ-チヴィタ接続のときと同様の成分表示が得られる。{\displaystyle \Gamma _{kj}^{i}}を（局所座標{\displaystyle x=(x^{1},\ldots ,x^{m})}と局所的な基底{\displaystyle e_{1},\ldots ,e_{n}}に関する）接続係数（英: connection coefficient）、あるいはレヴィ-チヴィタ接続の場合の名前を流用し、クリストッフェル記号という。

### 捩率テンソル
本節ではアフィン接続
{\displaystyle \nabla ~:~{\mathfrak {X}}(M)\times {\mathfrak {X}}(M)\to {\mathfrak {X}}(M)}
に対し、先に定義した捩率テンソル
{\displaystyle T_{\nabla }(X,Y):=\nabla _{X}Y-\nabla _{Y}X-[X,Y]}
の性質を述べる。

#### 意味づけ
「捩率」という名称に関してはLoring W. Tuによれば「{\displaystyle T_{\nabla }(X,Y)}を「捩率」と呼ぶうまい理由は無いように見える」が、このテンソルには以下のような意味付けが可能である。
なめらかな任意の写像{\displaystyle \alpha ~:~U\subset \mathbb {R} ^{2}\to M}に対し、リー括弧の性質より{\displaystyle [{\tfrac {\partial }{\partial x}}\alpha ,{\tfrac {\partial }{\partial y}}\alpha ]=0}であることから、{\displaystyle {\tfrac {\nabla }{\partial x}}:=\nabla _{\tfrac {\partial }{\partial x}}}とすると、
{\displaystyle T_{\nabla }({\tfrac {\partial }{\partial x}}\alpha ,{\tfrac {\partial }{\partial y}}\alpha )={\tfrac {\nabla }{\partial x}}{\tfrac {\partial }{\partial y}}\alpha -{\tfrac {\nabla }{\partial y}}{\tfrac {\partial }{\partial x}}\alpha }
が成立する事を示せる。すなわち捩率テンソルは2つの微分の非可換度合いを表す量である。
また（アフィン空間をモデルとする）カルタン幾何学においては上記のものとは異なった意味付けが可能で、（カルタン幾何学の意味での）曲率の「並進部分」が捩率に対応している。詳細はカルタン幾何学#曲率の分解の節および捩率テンソル#カルタン幾何学の章を参照されたい。

#### 性質
捩率テンソルの性質を見る。
定理 ― 捩率テンソルは以下を満たす：
- {\displaystyle T_{\nabla }(X,Y)=-T_{\nabla }(Y,X)}
- {\displaystyle T_{\nabla }(X,Y)}はX、Y双方に関して{\displaystyle C^{\infty }(M)}-線形である。

ここでX、YはM上の任意の可微分なベクトル場である。
上述の定理と前に述べた定理から、以下の系が従う：
系 ― 捩率テンソルはバンドル写像{\displaystyle TM\times TM\to TM}であるとみなせる。
接続{\displaystyle \nabla }と捩率テンソルも局所座標で
{\displaystyle \nabla _{X}s=\left(X^{\ell }{\partial s^{i} \over \partial x^{\ell }}+X^{j}s^{k}\Gamma _{jk}^{i}\right){\partial  \over \partial x^{i}}}
{\displaystyle T_{\nabla }(X,Y)=T_{jk}^{i}X^{j}Y^{k}{\partial  \over \partial x^{i}}}
と書くとき、次が成立する：
定理 ― 任意のi、j、kに対し、
{\displaystyle T_{jk}^{i}=\Gamma _{jk}^{i}-\Gamma _{kj}^{i}}
よって捩率テンソルが恒等的に0になる接続、すなわち捩れなし（英: torsion-free）の場合、Γi
jkはj、kに対して対象なテンソルになる。このため捩れなしの接続の事を対称（英: symmetric）な接続ともいう。
外微分dに対し、次が成立する：
定理 ― {\displaystyle \nabla }を多様体Mの接バンドルTM上の接続とするとき、
{\displaystyle \nabla }が捩れなし{\displaystyle \iff }M上の任意の1-形式ηとM上の任意のベクトル場X、Yに対し、{\displaystyle d\eta (X,Y)=\langle \eta ,\nabla _{X}Y\rangle -\langle \eta ,\nabla _{Y}X\rangle }
すなわち{\displaystyle \nabla }が捩れなしである事は、{\displaystyle \nabla }が外微分と「両立」する事と同値である。

## 接続の誘導
本節では、あるベクトルバンドル上定義された接続から別のベクトルバンドル上の接続を定義する方法を述べる。その過程でレヴィ-チヴィタ接続のときにも議論した曲線{\displaystyle P(t)}に沿った共変微分に関しても述べる。

### 引き戻し
これまで同様{\displaystyle \nabla }をM上の可微分なベクトルバンドル{\displaystyle \pi ~:~E\to M}の接続とし、さらに{\displaystyle f~:N\to M}を可微分多様体NからMへの可微分な写像とすると、fによるEの引き戻し（pullback bundle）
{\displaystyle \pi '~:f^{*}(E)\to N}
を考える事ができる。

N、Mの局所座標{\displaystyle y~:~V\subset N\to \mathbb {R} ^{u}}、{\displaystyle x~:~U\subset M\to \mathbb {R} ^{m}}で、{\displaystyle V\subset f^{-1}(U)}となるものを選び、さらにU上のEの基底{\displaystyle e_{1},\ldots ,e_{n}}を選んで接続{\displaystyle \nabla }を接続形式を使って
{\displaystyle \nabla ^{U}s=(ds^{i}+s^{j}\omega ^{i}{}_{j})\otimes e_{i}}
と成分表示する。
定義 ― {\displaystyle f^{*}(E)}の接続{\displaystyle f^{*}(\nabla )}をそのVへの制限{\displaystyle f^{*}(\nabla )^{V}}が
{\displaystyle f^{*}(\nabla )^{V}s=(ds^{i}+s^{j}f^{*}(\omega ^{i}{}_{j}))e_{i}}
となるように定義し、{\displaystyle \nabla }のfによる引き戻し（英: pull back）、fによって{\displaystyle f^{*}(E)}に誘導された接続（英: induced connection）という。
{\displaystyle f^{*}(\nabla )}がwell-definedな事の証明は省略する。接続係数を使えば、
{\displaystyle f^{*}(\nabla )_{Y}^{V}s=(Y^{k}{\partial s^{i} \over \partial y^{k}}+Y^{k}s^{j}{\partial x^{\ell } \over \partial y^{k}}\Gamma _{\ell j}^{i})e_{i}}
である。

引き戻しの特殊な場合として、Nが線分の場合がある。この場合写像{\displaystyle P~:~(0,1)\to M}はM上の曲線とみなせる。曲線{\displaystyle P(t)}に沿った切断sに対し、
{\displaystyle {\nabla s \over dt}:=f_{*}\left(f^{*}(\nabla )_{\tfrac {d}{dt}}f^{*}(s)\right)}
を考える事ができる。{\displaystyle {\tfrac {\nabla }{dt}}s}を接続{\displaystyle \nabla }によって定まる曲線{\displaystyle P(t)}に沿った切断sの共変微分という。成分で書けば
{\displaystyle {\nabla s \over dt}=\left({ds^{i} \over dt}+{dx^{k} \over dt}s^{j}\Gamma _{kj}^{i}\right)e_{i}}
となるので、レヴィ-チヴィタ接続の場合の曲線{\displaystyle P(t)}に沿った切断sの共変微分の概念の一般化になっている事がわかる。

### 直和・テンソル積への誘導
多様体M上の２つのベクトルバンドルE1、E2があり、E1、E2にはそれぞれ接続{\displaystyle \nabla ^{1}}、{\displaystyle \nabla ^{2}}が定義されているとする。このとき、{\displaystyle E_{1}\oplus E_{2}}上に
{\displaystyle (\nabla ^{1}\oplus \nabla ^{2})_{X}(s_{1},s_{2}):=(\nabla _{X}^{1}s_{1},\nabla _{X}^{2}s_{2})}   for {\displaystyle X\in TM}、 {\displaystyle (s_{1},s_{2})\in \Gamma (E_{1}\oplus E_{2})}
により、接続が定義できる。また{\displaystyle E_{1}\otimes E_{2}}上に
{\displaystyle (\nabla ^{1}\otimes \nabla ^{2})_{X}s_{1}\otimes s_{2}:=\nabla _{X}^{1}s_{1}\otimes s_{2}+s_{1}\otimes \nabla _{X}^{2}s_{2}}      for {\displaystyle X\in TM}、 {\displaystyle s_{1}\otimes s_{2}\in \Gamma (E_{1}\otimes E_{2})}
により、接続が定義できる。

### 双対バンドルの接続とリーマン計量
MのベクトルバンドルEに接続{\displaystyle \nabla }が定義されているとき、Eの双対バンドルE*に以下の性質を満たす接続{\displaystyle \nabla ^{*}}を定義できる：
{\displaystyle X\langle \omega ,s\rangle =\langle \nabla _{X}^{*}\omega ,s\rangle +\langle \omega ,\nabla _{X}s\rangle }
ここでXはM上の任意のベクトル場であり、sはEの任意の切断であり、ωはE*の任意の切断であり、{\displaystyle \langle \cdot ,\cdot \rangle }はEの双対ベクトル空間E*の元とEの元との内積である。紛れがなければ∇*を単に∇と書く事も多い。

Eにリーマン計量がg定義されている場合、EとE*は自然に同一視でき、
{\displaystyle Xg(s_{1},s_{2})=g(\nabla _{X}^{*}s_{1},s_{2})+g(s_{1},\nabla _{X}s_{2})}
が成立する事になるが、一般には{\displaystyle \nabla ^{*}}と{\displaystyle \nabla }は異なる。情報幾何学の分野では{\displaystyle \nabla ^{*}}の事を{\displaystyle \nabla }の双対接続（英: dual connection）という。
次が成立する：
定理 ― 以下の3つは同値である：
- gは{\displaystyle \nabla }と両立する。
- E*をgによりEと自然に同一視する事で∇*をEの接続と見なすと、{\displaystyle \nabla ^{*}=\nabla }が成立する。
- {\displaystyle \nabla ^{*}g=0}

ここで{\displaystyle \nabla ^{*}g=0}は{\displaystyle E\times E}上の双線形写像gを自然に{\displaystyle (E\otimes E)^{*}}の元とみなしたときの共変微分である。

また簡単な計算から以下が従う：
定理 ― 
{\displaystyle U\subset M}上のEの局所的な基底{\displaystyle e_{1},\ldots ,e_{n}}で正規直交なものを取るとき、gが{\displaystyle \nabla }と両立する必要十分条件は、{\displaystyle \nabla }の接続形式ωが以下を満たす事である：
{\displaystyle \omega ={}^{t}\omega }
ここで「{\displaystyle {}^{t}\omega }」はωの転置行列である。

#### 複数の接続の関係
接続の定義から明らかに以下の性質を示すことができる：
定理 ― {\displaystyle \nabla ^{1},\ldots ,\nabla ^{u}}を多様体M上ののベクトルバンドルEの接続とする。このとき、
{\displaystyle \nabla _{X}s:={\nabla _{X}^{1}s+\cdots +\nabla _{X}^{u}s \over u}}
もEの接続である。
また、2つの接続
{\displaystyle \nabla ,~\nabla '~:~{\mathfrak {X}}(M)\times \Gamma (E)\to \Gamma (E)}
に対し、
{\displaystyle A(X,s):=\nabla _{X}s-\nabla '_{X}s}
とすると、{\displaystyle A(X,s)}がX、s双方に関して{\displaystyle C^{\infty }(M)}-線形である事が示せ、したがって前に述べた定理から{\displaystyle A}は{\displaystyle TM\oplus E\to E}というバンドル写像だとみなせる。逆に接続{\displaystyle \nabla ~:~{\mathfrak {X}}\times \Gamma (E)\to \Gamma (E)}とバンドル写像{\displaystyle A~:~TM\oplus E\to E}が与えられると、
{\displaystyle \nabla _{X}s=\nabla '_{X}s+A(X,s)}

もE上の接続である事を確かめられる。まとめると、以下の定理が成り立つ：
定理 ― {\displaystyle \nabla ,\nabla '}を多様体M上のベクトルバンドルEの2つ接続とする。このとき、
{\displaystyle A(X,s):=\nabla _{X}s-\nabla '_{X}s}
はバンドル写像{\displaystyle TM\otimes E\to E}とみなせる。逆にバンドル写像{\displaystyle A~:~TM\otimes E\to E}とE上の任意の接続{\displaystyle \nabla }に対し、
{\displaystyle \nabla _{X}s=\nabla '_{X}s+A(X,s)}
もE上の接続である。
{\displaystyle U\in M}を取り、EのU上の局所的な基底{\displaystyle e_{1},\ldots ,e_{n}}を固定し、切断sを{\displaystyle s=s^{k}e_{k}}と成分表示すると、
{\displaystyle \nabla '_{X}s:=(Xs^{j})e_{j}}
により局所的に接続を定義できるが、
{\displaystyle A(X,s):=\nabla _{X}s-\nabla '_{X}s}
の成分表示は
{\displaystyle A({\tfrac {\partial }{\partial x^{j}}},e_{k}):=X^{j}s^{k}\Gamma ^{i}{}_{jk}e_{i}}
とクリストッフェル記号を用いて書ける。
この事からクリストッフェル記号は{\displaystyle \nabla '_{X}s:=(Xs^{j})e_{j}}とのズレを表す量であると解釈できる。

## 平行移動とホロノミー群

### 平行移動
{\displaystyle \nabla }をM上の可微分なベクトルバンドル{\displaystyle \pi ~:~E\to M}の接続とし、{\displaystyle P(t)}をM上の区分的に滑らかな曲線とし、sを{\displaystyle P(t)}上のEの切断とする。すなわち各{\displaystyle P(t)}に対し、{\displaystyle s_{P(t)}\in E}が定義でき、{\displaystyle t\mapsto s_{P(t)}}が可微分であり、しかも{\displaystyle \pi (s_{P(t)})=P(t)}が任意のtに耐いて成立するものとする。
定義 ― 　
{\displaystyle {\nabla s \over dt}=0}
が恒等的に成立するとき、切断sは{\displaystyle P(t)}に沿って平行（英: parallel along {\displaystyle P(t)}）であるという。
Mがユークリッド空間でEがその接バンドルである場合、{\displaystyle {\nabla s \over dt}={ds \over dt}=0}であれば、ベクトル{\displaystyle s_{P(t)}}は{\displaystyle s_{P(t)}}の基点がtによって動くだけでその大きさも向きも一定である。すなわち{\displaystyle P(t)}に沿って{\displaystyle s_{P(0)}}を「平行移動」して動かしている事になるので、一般のベクトルバンドルの場合にも{\displaystyle {\nabla s \over dt}=0}である事を平行と呼ぶのである。
{\displaystyle P(t)}に沿った切断{\displaystyle s}、{\displaystyle s'}がいずれも{\displaystyle P(t)}に沿って平行であり、しかも時刻{\displaystyle t=a}のとき{\displaystyle s_{P(a)}=s'_{P(a)}}であれば、別の時刻{\displaystyle t=b}でも{\displaystyle s_{P(b)}=s'_{P(b)}}である事を容易に示すことができる。よって写像
{\displaystyle \varphi _{a,b}~:~v=s_{P(a)}\in E_{P(a)}\mapsto s_{P(b)}\in E_{P(b)}}
は切断{\displaystyle s}の取り方によらずwell-definedである。
定義 ― 　
{\displaystyle \varphi _{a,b}(v)\in E_{P(b)}}を{\displaystyle v\in E_{P(a)}}の曲線{\displaystyle P(t)}に沿った平行移動（英: parallel transportation  along {\displaystyle P(t)}）という。

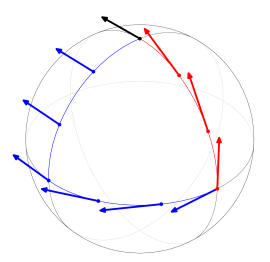
球面上の平行移動。測地線（＝大円）で囲まれた三角形上でベクトルを一周平行移動すると、もとに戻ってきたときに元のベクトルには戻らない。

ユークリッド空間の場合と違い、どの曲線に沿って平行移動したかによって平行移動の結果が異なる事に注意されたい。すなわち曲線{\displaystyle P(t)}に沿った平行移動を{\displaystyle \varphi _{a,b}(v)}、曲線{\displaystyle Q(t)}に沿った平行移動を{\displaystyle \psi _{a',b'}(v)}とするとき、たとえ{\displaystyle P(a)=Q(a')}、{\displaystyle P(b)=Q(b')}であっても{\displaystyle \varphi _{a,b}(v)=\psi _{a',b'}(v)}であるとは限らない。この現象をホロノミー（英: holonomy）という。

{\displaystyle \varphi _{a,b}}の定義より、{\displaystyle \varphi _{a,b}}は{\displaystyle E_{P(a)}}から{\displaystyle E_{P(b)}}への写像であるとみなせるが、この写像は以下を満たす：
定理 ― 　
{\displaystyle \varphi _{a,b}~:~E_{P(a)}\to E_{P(b)}}は線形同型である。
よって平行移動により、（接続や計量が定義されていない）多様体Mでは本来無関係のはずの{\displaystyle E_{P(a)}}と{\displaystyle E_{P(b)}}がつながって（connect）、{\displaystyle E_{P(a)}}の元と{\displaystyle E_{P(b)}}の元を比較する事ができるようになる。接続（connection）という名称は、ここから来ている。
Eにリーマン計量gが定義されているときは以下が成立する事を容易に示せる：
定理 (平行移動による計量の保存) ― {\displaystyle \nabla }がEのリーマン計量gと両立するとき、任意の{\displaystyle v,v'\in E_{P(a)}}に対し、以下が成立する：
{\displaystyle g(v,v')=g(\varphi _{a,b}(v),\varphi _{a,b}(v'))}
曲線{\displaystyle P(t)}上定義されたEの切断{\displaystyle e_{1}(t),\ldots ,e_{n}(t)}で、各時刻tに対して{\displaystyle e_{1}(t),\ldots ,e_{n}(t)}がEPの基底の基底になっており、しかも{\displaystyle e_{1}(t),\ldots ,e_{n}(t)}が{\displaystyle P(t)}に沿って平行なものを{\displaystyle P(t)}に沿った水平フレーム（英: horizontal frame）という。

### 共変微分の特徴づけ
これまで共変微分の概念を用いる事で平行移動の概念を定義してきたが、逆に平行移動の概念を用いて共変微分を特徴づけることができる：
定理 (共変微分の平行移動による特徴づけ) ― 
多様体M上の曲線{\displaystyle P(t)}とMのベクトルバンドルEの{\displaystyle P(t)}に沿った切断{\displaystyle s(t)\in E_{P(t)}}を考えるとき、{\displaystyle P(t)}に沿った平行移動を{\displaystyle \varphi _{a,t}}とすると、以下が成立する：
{\displaystyle {\nabla s \over dt}(a)}{\displaystyle =\left.{d \over dt}\varphi _{a,t}{}^{-1}(s(t))\right|_{t=a}}
ここで{\displaystyle {d \over dt}\varphi _{a,t}{}^{-1}(s(t))}はベクトル空間{\displaystyle E_{P(a)}}における微分{\displaystyle {d \over dt}\varphi _{a,t}{}^{-1}(s(t))=\lim _{t\to a}{\tfrac {\varphi _{a,t}{}^{-1}(s(t))-s(a)}{t}}}である。なお、{\displaystyle \varphi _{a,t}{}^{-1}(s(t))}はtによらず{\displaystyle E_{P(a)}}に属するので、{\displaystyle E_{P(a)}}上の差や極限を考えることができる。

上記の定理を用いると、共変微分の成分表示に意味を持たせる事ができる。これをみるため{\displaystyle x~:~U\subset M\to \mathbb {R} ^{m}}をMを局所座標とし、xを成分で{\displaystyle x=(x^{1},\ldots ,x^{m})}とあらわし、さらに{\displaystyle e_{1},\ldots ,e_{n}}をU上定義されたEの局所的な基底とすると、
{\displaystyle {\nabla s \over dt}(a)}{\displaystyle =\left.{d \over dt}\varphi _{a,t}{}^{-1}(s(t))\right|_{t=a}}{\displaystyle =\left.{d \over dt}s^{i}(t)\varphi _{a,t}{}^{-1}(e_{i}(x(t)))\right|_{t=a}}{\displaystyle ={ds^{i} \over dt}(a)(e_{i}(x(a)))+s^{i}(a)\left.{d \over dt}\varphi _{a,t}{}^{-1}(e_{i}(x(t)))\right|_{t=a}}
であるので、これを共変微分の成分表示
{\displaystyle \left.{\nabla s \over dt}\right|_{t=a}={ds^{i} \over dt}(a)e_{i}(x(a))+s^{i}(a)\omega _{i}{}^{j}\left({\tfrac {dx}{dt}}(a)\right)e_{j}(x(a))}
と比較する事で、以下が結論付けられる：
定理 (接続形式の平行移動による特徴づけ) ― 曲線{\displaystyle x(t)}上の平行移動を{\displaystyle \varphi _{a,t}}とし、曲線状定義されたEの基底を{\displaystyle e_{1},\ldots ,e_{n}}とするとき、{\displaystyle \left.{d \over dt}\varphi _{a,t}{}^{-1}(e_{i}(x(t)))\right|_{t=a}}の行列表示は接続形式を使って{\displaystyle \omega \left({\tfrac {dx}{dt}}(a)\right)}と書ける。
すなわち
{\displaystyle \left.{\nabla s \over dt}\right|_{t=a}={ds^{i} \over dt}(a)e_{i}(x(a))+s^{i}(a)\omega _{i}{}^{j}\left({\tfrac {dx}{dt}}(a)\right)e_{j}(x(a))}
の第一項、第二項はそれぞれ、{\displaystyle s=s^{i}e_{i}}をライプニッツ則に従って微分したときのsiの方の微分、eiの方の微分に対応していると解釈できる。

### ホロノミー群
点P∈Mを固定するとき、Pから出てP自身へと戻る各閉曲線Cに沿った平行移動はEPからEP自身への線形同型写像{\displaystyle \varphi _{C}~:~E_{P}\to E_{P}}を定めると、曲線の連結CC'に対し{\displaystyle \varphi _{CC'}=\varphi _{C'}\circ \varphi _{C}}となるし、Cの逆向きの曲線を{\displaystyle {\bar {C}}}とすると、{\displaystyle \varphi _{\bar {C}}=\varphi _{C}{}^{-1}}となる事が容易に示せる。
よって
{\displaystyle \mathrm {Hol} (E,\nabla ,P):=\{\varphi _{C}\mid C}はPから出てP自身へと戻る閉曲線{\displaystyle \}}
とすると、{\displaystyle \mathrm {Hol} (E,\nabla ,P)}はEPの自己線形同型のなす群の部分群をなす。{\displaystyle \mathrm {Hol} (E,\nabla ,P)}をPにおけるEの{\displaystyle \nabla }に関するホロノミー群（英: holonomy group）という。なお、Mが弧状連結であればPによらず{\displaystyle \mathrm {Hol} (E,\nabla ,P)}が同型である事を容易に示せるので、Pを略して単に{\displaystyle \mathrm {Hol} (E,\nabla )}とも書く。

また、
{\displaystyle \mathrm {Hol} _{0}(E,\nabla ,P):=\{\varphi _{C}\mid C}はPから出てP自身へと戻る閉曲線でM上0-ホモトープなもの{\displaystyle \}}
とすると、{\displaystyle \mathrm {Hol} _{0}(E,\nabla ,P)}は{\displaystyle \mathrm {Hol} (E,\nabla ,P)}の部分群をなす。{\displaystyle \mathrm {Hol} _{0}(E,\nabla ,P)}をPにおけるEの{\displaystyle \nabla }に関する制約ホロノミー群（英: restricted holonomy group）という。Mが弧状連結であればPによらず{\displaystyle \mathrm {Hol} _{0}(E,\nabla ,P)}が同型である事も同様に示せるので、Pを略して単に{\displaystyle \mathrm {Hol} _{0}(E,\nabla )}とも書く。
定義から明らかなように、{\displaystyle \mathrm {Hol} (E,\nabla ,P)}、{\displaystyle \mathrm {Hol} _{0}(E,\nabla ,P)}はEP上の線形同型全体のなすリー群{\displaystyle \mathrm {GL} (E_{P})}の部分群である。実は次が成立する事が知られている：
定理 ― {\displaystyle \mathrm {Hol} (E,\nabla ,P)}は{\displaystyle \mathrm {GL} (E_{P})}の（閉とは限らない）部分リー群である。
また{\displaystyle \mathrm {Hol} _{0}(E,\nabla ,P)}は{\displaystyle \mathrm {Hol} (E,\nabla ,P)}の（閉とは限らない）弧状連結なリー部分群である。

## 測地線

### 定義と性質
接バンドルTMにアフィン接続{\displaystyle \nabla }が定義されているとき、測地線の概念を以下のように定義する：
定義 (測地線) ― Mを多様体とし、{\displaystyle \nabla ~:~{\mathfrak {X}}(M)\times {\mathfrak {X}}(M)\to {\mathfrak {X}}(M)}をアフィン接続とする。このときM上の曲線{\displaystyle P(t)}が
{\displaystyle {\nabla  \over dt}{d \over dt}P(t)=0}
が恒等的に成立する、という微分方程式を{\displaystyle (M,\nabla )}上における測地線方程式といい、測地線方程式を満たす曲線{\displaystyle P(t)}を{\displaystyle (M,\nabla )}上の測地線（英: geodesic）という。
すなわち「二階微分」が常に0になる曲線を測地線と呼ぶのである。平行移動の定義から、測地線とは{\displaystyle {\tfrac {d}{dt}}P(t)}が{\displaystyle P(t)}に沿って平行であると言い換える事もできる。
恒等的に同じ点を取る「曲線」は自明に測地線方程式を満たすが、これは通常の意味での曲線ではないので、以下このような「曲線」を測地線とは呼ばない事にする。
測地線の定義は曲線{\displaystyle P(t)}のパラメーターtに依存して定義されている事に注意されたい。{\displaystyle P(t)}が測地線であっても、パラメーターを別の変数uに変数変換して得られる{\displaystyle P(u)}は測地線になるとは限らない。実際、{\displaystyle P(t)}が測地線となるパラメーターは線形変換を除いて一意である：
定理 ― 曲線{\displaystyle P(t)}が測地線で、{\displaystyle P(t)}を（{\displaystyle {\tfrac {du}{dt}}}が決して0にならないような）変数変換を行って得られる{\displaystyle P(u)}も測地線である時、ある定数{\displaystyle a,b\in \mathbb {R} }が存在し、
{\displaystyle u=at+b}
が成立する。
{\displaystyle P(t)}が測地線となるパラメーターtをアフィン・パラメーターという。上記の定理はアフィン・パラメーターがアフィン変換を除いて一意な事を意味する。

### 測地線の局所的な存在性と一意性
測地線方程式を成分で書くと、{\displaystyle P(t)=(x^{1}(t),\ldots ,x^{m}(t))}として
{\displaystyle {d^{2}x^{i} \over dt^{2}}+{dx^{j} \over dt}{dx^{k} \over dt}\Gamma _{jk}^{i}=0}  for {\displaystyle i=1,\ldots ,m}
となる。ここで{\displaystyle \Gamma _{jk}^{i}}は接続係数である。この式は常微分方程式であり、常微分方程式は局所的な解の存在一意性が言えるので、次が成立する事になる：
定理 (測地線の局所的な存在一意性) ― 任意の{\displaystyle P\in M}と任意の{\displaystyle v\in TM_{P}}に対し、ある{\displaystyle \varepsilon >0}が存在し、測地線
{\displaystyle P_{v}~:~(-\varepsilon ,\varepsilon )\to M}
で
{\displaystyle P_{v}(0)=P}、{\displaystyle {dP_{v} \over dt}(0)=v}
となるものが存在する。しかも{\displaystyle P_{v}~:~(-\varepsilon ,\varepsilon )\to M}、{\displaystyle P'_{v}~:~(-\varepsilon ',\varepsilon ')\to M}がいずれも上記の条件を満たす測地線であれば、{\displaystyle (-\varepsilon ,\varepsilon )\cap (-\varepsilon ',\varepsilon ')}上でPvとP'vは一致する。
曲線は大域的に存在するとは限らない。 たとえば{\displaystyle \mathbb {R} ^{2}\setminus \{0\}}（に通常のユークリッド空間としての計量を入れた空間）において、曲線{\displaystyle c(t)=(1-t,0)}は{\displaystyle t<1}までしか延長できない。

測地線の局所的な存在一意性が示されたので、以下の定義をする：
定義 (指数写像) ― 上記の定理で局所的な存在一意性が保証された測地線{\displaystyle P_{v}(t)}を
{\displaystyle \exp _{P}(tv):=P_{v}(t)}
と書く。{\displaystyle \exp _{P}}を{\displaystyle (M,\nabla )}上の指数写像（英: exponential map）という。
{\displaystyle P_{v}(kt)=P_{kv}(t)}である事を容易に確かめられるので、指数写像はwell-definedである。

### Hopf-Rinowの定理
上の定理で測地線の定義域{\displaystyle (-\varepsilon ,\varepsilon )}を{\displaystyle \mathbb {R} }全域に拡張できるとは限らない。M上の{\displaystyle \nabla }に関する任意の測地線の定義域が{\displaystyle \mathbb {R} }全域に拡張できるとき、{\displaystyle (M,\nabla )}は測地線完備（英: geodesically complete）、あるいは単に完備（英: complete）であるという。

{\displaystyle \nabla }がリーマン多様体のレヴィ-チヴィタ接続の場合は、測地線が{\displaystyle \mathbb {R} }全域に拡張できるか否かに関して以下の定理が知られている。
定理 (Hopf-Rinowの定理) ― 
{\displaystyle (M,g)}を連結なリーマン多様体とし、{\displaystyle \nabla }をM上のレヴィ-チヴィタ接続とする。このとき、以下の条件は互いに同値である：
- {\displaystyle (M,g)}はgが定める距離に関し、距離空間として完備である。
- {\displaystyle (M,\nabla )}は測地線完備である。
- 全ての点{\displaystyle P\in M}に対し、TPMの全ての元vに対し{\displaystyle \mathrm {exp} _{P}(v)}を定義できる。
- ある点{\displaystyle P\in M}に対し、TPMの全ての元vに対し{\displaystyle \mathrm {exp} _{P}(v)}を定義できる。
- M上の任意の2点P、Qに対し、PとQの両方を通る（{\displaystyle \nabla }に関する）測地線が存在する。
- gが定める距離に関し、Mの有界閉集合はコンパクトである。

Mがコンパクトであれば、M上の任意のリーマン計量gは必ず完備な距離を定めるので、Hopf-Rinowの定理からgが定めるレヴィ-チビタ接続{\displaystyle \nabla }に関してMが測地線完備な事が従う。
しかし一般の接続{\displaystyle \nabla }に対してはこのような事は成立するとは限らない。実際Mがコンパクトであっても、M上の擬リーマン計量が定めるレヴィ-チビタ接続は測地線完備になるとは限らず、反例としてクリフトン-ポールトーラスが知られている。

### 正規座標
実は次の事実が知られている：
定理 ― {\displaystyle \nabla }を可微分多様体M上のアフィン接続とし、PをMの点とする。このとき、TPMにおけるOの近傍Uが存在し、Uを多様体としてみたとき、{\displaystyle \nabla }が定める指数写像
{\displaystyle \exp _{P}~:~U\subset T_{P}M\to M}
は中への微分位相同型である。
よって{\displaystyle V:=\exp(U)}とすると、VはPの近傍で、
{\displaystyle \exp _{P}{}^{-1}~:~V\subset M\to U\subset T_{P}M\approx \mathbb {R} ^{m}}
はPの周りの座標近傍とみなせる。この座標近傍をPの周りの正規座標（英: normal coordinate）という。

### 同一の測地線を定めるアフィン接続
２つのアフィン接続
：{\displaystyle \nabla ,\nabla '~:~{\mathfrak {X}}(M)\times {\mathfrak {X}}(M)\to {\mathfrak {X}}(M)}
がM上の任意の曲線P(t)に対し、
{\displaystyle {\nabla  \over dt}P(t)=0\iff {\nabla ' \over dt}P(t)=0}
を満たすとき、{\displaystyle \nabla }と{\displaystyle \nabla '}は同一の測地線を定めるという。
{\displaystyle D(X,Y):=\nabla _{X}Y-\nabla '_{X}Y}
とし、
{\displaystyle S(X,Y)={1 \over 2}(D(X,Y)+D(Y,X))}
{\displaystyle A(X,Y)={1 \over 2}(D(X,Y)-D(Y,X))}
とする。
このとき次が成立する事が知られている：
定理 (同一の測地線を定める条件) ― 以下の2つは同値である：
1. {\displaystyle \nabla }と{\displaystyle \nabla '}は同一の測地線を定める
2. {\displaystyle D(X,X)=0}が任意のベクトル場Xに対して成り立つ。
3. {\displaystyle S(X,X)=0}が任意のベクトル場Xに対して成り立つ。

簡単な計算により
{\displaystyle A(X,Y)=T_{\nabla }(X,Y)-T_{\nabla '}(X,Y)}
である事がわかるので、次の系が従う：
系 ― {\displaystyle \nabla =\nabla '}である必要十分条件は、{\displaystyle \nabla }と{\displaystyle \nabla '}は同一の測地線を定め、しかも{\displaystyle \nabla }と{\displaystyle \nabla '}の捩率テンソルが同一な事である
。
なお、接続∇の局所座標表示
{\displaystyle \nabla _{X}Y=X(Y^{k}){\partial  \over \partial x^{k}}+X^{j}Y^{k}\Gamma ^{i}{}_{jk}{\partial  \over \partial x^{i}}}
に対し、クリストッフェル記号の添字jとkの役割を反対にした
{\displaystyle \nabla '_{X}Y=X(Y^{k}){\partial  \over \partial x^{k}}+X^{j}Y^{k}\Gamma ^{i}{}_{kj}{\partial  \over \partial x^{i}}}
は局所座標の取り方によらずwell-definedでしかも接続の公理を満たす事が知られている。よって特に次が成立する：
定理 ― 記号を上述のように取るとき、
{\displaystyle {\nabla +\nabla ' \over 2}}
は∇と同一の測地線を定め、しかも捩率テンソルが0になる接続である。

### レヴィ-チヴィタ接続における測地線の特徴づけ
レヴィ・チヴィタ接続の場合は測地線を全く別の角度から特徴づける事ができる。

測地線方程式は曲線uの長さ{\displaystyle \int _{a}^{b}\left\|{du \over dt}\right\|dt}を端点を固定して変分したときのオイラー・ラグランジュ方程式に等しい。ここで{\displaystyle \|v\|:={\sqrt {g(v,v)}}}である。すなわち、測地線は長さに関する停留曲線（≒端点を固定した曲線のなす空間において「微分」がゼロのなる曲線）である。
また測地線方程式は曲線uの「エネルギー」{\displaystyle \int _{a}^{b}\left\|{du \over dt}\right\|^{2}dt}を端点を固定して変分したときのオイラー・ラグランジュ方程式にもなっている。

### 曲線の曲率
リーマン多様体M上の曲線に対し、以下の定義をする。
定義 (曲線の曲率) ― 
リーマン多様体M上の曲線の、弧長パラメータによる「二階微分」の長さ
{\displaystyle \left\|{\nabla  \over ds}{dP \over ds}\right\|}
をMにおける{\displaystyle P(s)}の測地線曲率（英: geodesic curvature）、あるいは単に曲率（英: curvature）という。
ここで{\displaystyle \|v\|:={\sqrt {g(v,v)}}}である。
前述の定理から、明らかに次が従う：
定理 ― 
曲線が測地線である必要十分条件は、その曲線の曲率が常に0の曲線である事である。
なお、弧長パラメータの定義より{\displaystyle \left\|{\tfrac {dP}{ds}}\right\|=0}が常に成り立つので、
{\displaystyle 0={d \over dt}g({\tfrac {dP}{ds}},{\tfrac {dP}{ds}})=2g({\tfrac {\nabla }{ds}}{\tfrac {dP}{ds}},{\tfrac {dP}{ds}})}
である。よって次が従う：
定理 ― 
{\displaystyle {\tfrac {\nabla }{ds}}{\tfrac {dP}{ds}}}は曲線の接線{\displaystyle {\tfrac {dP}{ds}}}と直交する。
なおここで定義した「曲線の曲率」は次章で定義する「（接続が定義された）多様体の曲率」とは別概念であるので注意されたい。実際、
- 「曲線の曲率」は曲線{\displaystyle P(s)}のみならず「外側の空間」Mがあって初めて定義されるものであるのに対し、次章で述べる「多様体の曲率」の定義にはこのような「外側の空間」は必要ない。
- 「曲線の曲率」はあくまで曲線の接線方向の微分を考えているのに対し、「多様体の曲率」は２つの接ベクトルがあって初めて定義されるものであり、これら２つの接ベクトルが同一の場合は0になってしまう。

## 曲率
本節では接続{\displaystyle \nabla }が定義されたベクトルバンドル{\displaystyle \pi ~:~E\to M}の曲率をまず天下り的に定義し、その性質を見る。次に曲率の概念をホロノミーを使う事で特徴づける事により、曲率概念に対する空間に内在的な幾何学的解釈を与える。最後に共変外微分の概念を導入して共変外微分を使って曲率概念を特徴づける。

### 動機
曲率の概念を定義するため、モチベーションを述べる。
ベクトルバンドル{\displaystyle \pi ~:~E\to M}の接続{\displaystyle \nabla }の局所座標{\displaystyle U\subset M\to \mathbb {R} ^{m}}と局所的なEの基底{\displaystyle e_{1},\ldots ,e_{n}}における成分表示
{\displaystyle \nabla _{X}^{U}s=\left(X^{\ell }{\partial s^{i} \over \partial x^{\ell }}+X^{j}s^{k}\Gamma _{jk}^{i}\right)e_{i}}
を考える。
{\displaystyle E=TM}で{\displaystyle \nabla }がレヴィ-チヴィタ接続の場合、{\displaystyle M=\mathbb {R} ^{m}}であれば、すなわちMが「平たい」空間であれば、クリストッフェル記号{\displaystyle \Gamma _{jk}^{i}}は全て0になる。
よって一般のベクトルバンドルの場合も、クリストッフェル記号{\displaystyle \Gamma _{jk}^{i}}が全て0になる局所座標と局所基底がとれればバンドルは「平たい」とみなす事にする。

この「平たい」バンドルとのズレを測るのが曲率である。ただしクリストッフェル記号は局所座標の取り方に依存しているため、クリストッフェル記号自身を用いるのではなく、別の方法で「平たい」バンドルとのズレを測る。
ズレを測るため、クリストッフェル記号{\displaystyle \Gamma _{jk}^{i}}が全て0であれば、
{\displaystyle \nabla _{X}s=(Xs^{i})e_{i}}
となる事に着目する。この事実から「平たい」バンドルに対しては、
{\displaystyle \nabla _{X}\nabla _{Y}s-\nabla _{Y}\nabla _{X}s=(XYs^{i})e_{i}-(YXs^{i})e_{i}=([X,Y]s^{i})e_{i}=\nabla _{[X,Y]}s}
が常に成立する事を示せる。そこで一般の接続{\displaystyle \nabla }に対し、
{\displaystyle R(X,Y)s:=\nabla _{X}\nabla _{Y}s-\nabla _{Y}\nabla _{X}s-\nabla _{[X,Y]}s}
と定義すると、{\displaystyle R(X,Y)s}は「平たい」バンドルのときには恒等的にゼロになり、この意味において{\displaystyle R(X,Y)s}はバンドルの「曲がり具合」を表している考えられる。

### 定義
以上のモチベーションの元、曲率を以下のように定義する：
定義・定理 (曲率) ― 
ベクトルバンドル{\displaystyle \pi ~:~E\to M}の接続{\displaystyle \nabla }に対し、
{\displaystyle R(X,Y)s:=\nabla _{X}\nabla _{Y}s-\nabla _{Y}\nabla _{X}s-\nabla _{[X,Y]}s}  for {\displaystyle X,Y\in {\mathfrak {X}}(M),s\in \Gamma (E)}
とすると、RはX、Y、sに関して{\displaystyle C^{\infty }(M)}-線形である。
よって前述の定理からRは各点{\displaystyle P\in M}に対し、
{\displaystyle R_{P}\in T^{*}M\otimes T^{*}M\otimes E^{*}\otimes E}
を対応させるテンソル場とみなせる。
Rを{\displaystyle \nabla }に関する曲率（英: curvature）もしくは曲率テンソル（英: curvature tensor）といい、RPを{\displaystyle \nabla }に関する点Pにおける曲率（英: curvature）もしくは曲率テンソル（英: curvature tensor）という。
{\displaystyle (M,g)}がリーマン多様体の場合は、gのレヴィ・チヴィタ接続の曲率の事を「Mの曲率」、「gの曲率」等と呼ぶことにする。

### リーマン多様体における特徴づけ
リーマン多様体{\displaystyle (M,g)}においては、Mの曲率はリーマン計量をテイラー展開したときの2次の項として特徴づける事ができる：
定理 (リーマン多様体における曲率の特徴づけ) ― 
{\displaystyle (M,g)}をリーマン多様体とし、PをMの点とし、{\displaystyle (x^{1},...,x^{m})}をPを原点とする正規座標とする。このとき以下が成立する：
{\displaystyle g_{k\ell }=\delta _{k\ell }+{1 \over 3}R_{jk\ell i}x^{i}x^{j}+O(|x|^{3})}
ここで{\displaystyle R_{ikj\ell }:=g(R({\tfrac {\partial }{\partial x^{k}}},{\tfrac {\partial }{\partial x^{\ell }}}){\tfrac {\partial }{\partial x^{j}}},{\tfrac {\partial }{\partial x^{i}}})}である。

### 曲率形式
{\displaystyle e_{1},\ldots ,e_{n}}をMの開集合U上で定義された局所的な基底とするとき、{\displaystyle e_{1},\ldots ,e_{n}}に関する曲率形式を以下のように定義する：
定義 (曲率形式) ― 
X、Yに行列{\displaystyle \Omega (X,Y)}を対応させる行列値の2-形式{\displaystyle \Omega =(\Omega ^{i}{}_{j})_{ij}}を
{\displaystyle (R(X,Y)e_{1},\ldots ,R(X,Y)e_{n})=(e_{1},\ldots ,e_{n})\Omega (X,Y)}
により定義し、{\displaystyle \Omega ^{i}{}_{j}}を局所的な基底{\displaystyle e_{1},\ldots ,e_{n}}に関する{\displaystyle \nabla }の曲率形式（英: curvature form）という。{\displaystyle \Omega ^{i}{}_{j}}を並べてできる行列{\displaystyle \Omega =(\Omega ^{i}{}_{j})_{i,j}}を曲率行列（英: curvature matrix）という事もあるが、紛れがなければこの行列も曲率形式という。
さらに{\displaystyle (x^{1},\ldots ,x^{m})}をMの局所座標とし、
{\displaystyle R({\tfrac {\partial }{\partial x^{k}}},{\tfrac {\partial }{\partial x^{\ell }}})e_{j}=R^{i}{}_{jk\ell }e_{i}}
と成分分解すると、
{\displaystyle \Omega ^{i}{}_{j}(X,Y)=R^{i}{}_{jk\ell }X^{k}Y^{\ell }}
が成立する。

### 性質
{\displaystyle \omega =(\omega ^{i}{}_{j})_{ij}}を同じ局所座標{\displaystyle e_{1},\ldots ,e_{n}}に関する接続形式すると以下が成立する：
定理 ― 　
- （カルタンの）第二構造方程式[68]（英: (Cartan's) second structural equation）[69]：{\displaystyle \Omega =d\omega +\omega \wedge \omega }
- 一般化されたビアンキの第二恒等式（英: generalized second Bianchi identity）[70]：{\displaystyle d(\Omega ^{k})=\Omega ^{k}\wedge \omega -\omega \wedge \Omega ^{k}}、ここで{\displaystyle \Omega ^{k}=\overbrace {\Omega \wedge \cdots \wedge \Omega } ^{k}}

ここで接続行列のウェッジ積{\displaystyle \omega \wedge \omega }は行列積{\displaystyle (\omega ^{i}{}_{k}\wedge \omega ^{k}{}_{j})}の事である。{\displaystyle \Omega \wedge \omega }や{\displaystyle \Omega \wedge \Omega }も同様に定義する。
第二構造方程式は曲率の定義を成分で書く事で得られる。一般化されたビアンキの第二恒等式は第二構造方程式から従う。
なお、一般化されたビアンキの第二恒等式においてk=1の場合がビアンキの第二恒等式（英: second Bianchi identity）である。

#### 成分表示
{\displaystyle (x^{1},\ldots ,x^{m})}をMの局所座標とし、{\displaystyle e_{1},\ldots ,e_{n}}をEの局所的な基底とすると、接続係数{\displaystyle \Gamma ^{i}{}_{kj}}を用いて以下のように表すことができる：
定理 ― {\displaystyle R({\tfrac {\partial }{\partial x^{k}}},{\tfrac {\partial }{\partial x^{\ell }}})e_{j}=R^{i}{}_{jk\ell }e_{i}}とすると、以下が成立する：
{\displaystyle R^{i}{}_{jk\ell }={\partial \Gamma ^{i}{}_{\ell j} \over \partial x^{k}}-{\partial \Gamma ^{i}{}_{kj} \over \partial x^{\ell }}+\Gamma ^{i}{}_{ks}\Gamma ^{s}{}_{\ell j}-\Gamma ^{i}{}_{\ell s}\Gamma ^{s}{}_{kj}}

#### アフィン接続の場合の性質
捩率テンソルを
{\displaystyle T(X,Y)=\tau ^{i}(X,Y)e_{i}}
と成分表示して得られる2-形式{\displaystyle \tau ^{i}}を並べてできる縦ベクトル{\displaystyle \tau ={}^{t}(\tau ^{1},\ldots ,\tau ^{m})}を考える事ができる。τの事を基底{\displaystyle (e_{1},\ldots ,e_{m})}に関する捩率形式（英: torsion form）という。

さらに局所的な基底{\displaystyle e_{1},\ldots ,e_{n}\in TM}の双対基底を{\displaystyle \theta ^{1},\ldots ,\theta ^{n}\in T^{*}M}とすると、これらは1形式である。これらを並べた縦ベクトルを{\displaystyle \theta ={}^{t}(\theta ^{1},\ldots ,\theta ^{n})}とする。
このとき、次が成立する：
定理 ― アフィン接続は次を満たす：
- （カルタンの）第一構造方程式[75]（英: (Cartan's) first structural equation）[76]：{\displaystyle \tau =d\theta +\omega \wedge \theta }
- ビアンキの第一恒等式（英: first Bianchi identity）[76]：{\displaystyle d\tau =\Omega \wedge \theta -\omega \wedge \tau }

ビアンキの第一および第二恒等式は以下のようにも書くことができる：
定理 ― M上のベクトル場X1、X2、X3に対し、以下が成立する：
- ビアンキの第一恒等式[77]：{\displaystyle \sum _{i\in \mathbb {Z} _{3}}R(X_{i},X_{i+1})X_{i+2}=\sum _{i\in \mathbb {Z} _{3}}T(T(X_{i},X_{i+1}),X_{i+2})+(\nabla _{X_{i}}T)(X_{i+1},X_{i+2})}
- ビアンキの第二恒等式[77]：{\displaystyle \sum _{i\in \mathbb {Z} _{3}}(\nabla _{X_{i}}R)(X_{i+1},X_{i+2})+R(T(X_{i},X_{i+1}),X_{i+2})=0}

ここで添字は「mod 3」で考える。すなわち「{\displaystyle \sum _{i\in \mathbb {Z} _{3}}}」は巡回和である。

さらに次が成立する：
定理 ― リーマン多様体{\displaystyle (M,g)}上のアフィン接続∇がgと両立すれば、以下を満たす：
- {\displaystyle g(R(X,Y)Z,W)=-g(R(X,Y)W,Z)}

#### レヴィ-チヴィタ接続の場合の性質
レヴィ-チヴィタ接続の場合は以下のようにも成分表示できる：
定理 ― 
{\displaystyle R_{ijk\ell }:=g(R({\tfrac {\partial }{\partial x^{k}}},{\tfrac {\partial }{\partial x^{\ell }}}){\tfrac {\partial }{\partial x^{j}}},{\tfrac {\partial }{\partial x^{i}}})}とすると、以下が成立する：
{\displaystyle R_{ijk\ell }={1 \over 2}{\Big (}{\partial  \over \partial x^{i}}{\partial  \over \partial x^{k}}g_{j\ell }+{\partial  \over \partial x^{j}}{\partial  \over \partial x^{\ell }}g_{ik}-{\partial  \over \partial x^{j}}{\partial  \over \partial x^{k}}g_{i\ell }-{\partial  \over \partial x^{i}}{\partial  \over \partial x^{\ell }}g_{jk}{\Big )}}{\displaystyle ={1 \over 2}\partial ^{2}{~\wedge \!\!\!\!\!\!\!\!\;\bigcirc ~}g({\tfrac {\partial }{\partial x^{i}}},{\tfrac {\partial }{\partial x^{j}}},{\tfrac {\partial }{\partial x^{k}}},{\tfrac {\partial }{\partial x^{\ell }}})}
ここで{\displaystyle {~\wedge \!\!\!\!\!\!\!\!\;\bigcirc ~}}は下記のKulkarni–Nomizu積である：
{\displaystyle {\begin{aligned}(h{~\wedge \!\!\!\!\!\!\!\!\;\bigcirc ~}k)(X,Y,Z,W):={}&h(X,Z)k(Y,W)+h(Y,W)k(X,Z)\\&{}-h(X,W)k(Y,Z)-h(Y,Z)k(X,W)\end{aligned}}}
次の事実が知られている：
定理 ― リーマン多様体{\displaystyle (M,g)}のレヴィ-チヴィタ接続の曲率は以下を満たす：
- {\displaystyle g(R(X,Y)Z,W)=-g(R(X,Y)W,Z)}
- {\displaystyle g(R(X,Y)Z,W)=g(R(Z,W)X,Y)}

レヴィ-チヴィタ接続{\displaystyle \nabla }は捩れなしなので、ビアンキの第一および第二恒等式を以下のように書く事ができる：
定理 ― レヴィ-チヴィタ接続は次を満たす：
- ビアンキの第一恒等式[80]：{\displaystyle R(X,Y)Z+R(Y,Z)X+R(Z,X)Y=0}
- ビアンキの第二恒等式[77]：{\displaystyle (\nabla _{X}R)(Y,Z)+(\nabla _{Y}R)(Z,X)+(\nabla _{Z}R)(X,Y)=0}

ここで{\displaystyle (\nabla _{X}R)}はRを{\displaystyle TM\times TM\times T^{*}M}の元とみなしたときの共変微分である。
ビアンキの第二恒等式は以下のようにも書ける
{\displaystyle (\nabla _{X}\mathrm {Rm} )(Y,Z,V,W)+(\nabla _{Y}\mathrm {Rm} )(Z,X,V,W)+(\nabla _{Z}\mathrm {Rm} )(X,Y,V,W)=0}
ここで
{\displaystyle \mathrm {Rm} (X,Y,Z,W):=g(R(X,Y)Z,W)}
であり、{\displaystyle (\nabla _{X}\mathrm {Rm} )}は{\displaystyle \mathrm {Rm} }を{\displaystyle T^{*}M\otimes T^{*}M\otimes T^{*}M\otimes T^{*}M}に値を取るテンソル場とみなしたときの共変微分である。{\displaystyle \mathrm {Rm} }を（リーマンの）曲率テンソル（英: (Riemann) curvature tensor）という。

### 断面曲率、リッチ曲率、スカラー曲率
{\displaystyle \nabla }をリーマン多様体{\displaystyle (M,g)}のレヴィ-チヴィタ接続とし、PをMの点とし、{\displaystyle v,w\in T_{P}M}とし、さらに{\displaystyle e_{1},\ldots ,e_{m}}を{\displaystyle T_{P}M}の基底とする。
定義 ― 　
- {\displaystyle \mathrm {Sec} _{P}(v,w):={g_{P}(R_{P}(v,w)w,v) \over g_{P}(v,v)g_{P}(w,w)-g_{P}(v,w)^{2}}}を点Pにおける{\displaystyle v,w}に関する断面曲率（英: sectional curvature）という[83]。
- {\displaystyle \mathrm {Ric} _{P}(v,w):=\sum _{i}g_{P}(R_{P}(e_{i},v)w,e_{i})}を点Pにおける{\displaystyle v,w}に関するリッチ曲率（英: Ricci curvature）という[84]。
- {\displaystyle S_{P}:=\sum _{i,j}g_{P}(R_{P}(e_{i},e_{j})e_{j},e_{i})}{\displaystyle =\sum _{j}\mathrm {Ric} _{P}(e_{j},e_{j})}を点Pにおけるスカラー曲率（英: scalar curvature）という[84]。

なお、書籍によっては本項のリッチ曲率、スカラー曲率をそれぞれ{\displaystyle {\tfrac {1}{n-1}}}倍、{\displaystyle {\tfrac {1}{n(n-1)}}}倍したものをリッチ曲率、スカラー曲率と呼んでいるものもあるので注意されたい。
また断面曲率は{\displaystyle K_{P}(v,w)}という記号で表記する文献も多いが、後述するガウス曲率と区別するため、本稿では{\displaystyle \mathrm {Sec} _{P}(v,w)}という表記を採用した。

定義から明らかなように、以下が成立する：
定理 ― 
断面曲率は{\displaystyle v,w}が貼る平面のみに依存する。すなわち{\displaystyle v,w}と{\displaystyle v',w'}がTPM内の同一平面を貼れば以下が整理する：
{\displaystyle \mathrm {Sec} _{P}(v,w)=\mathrm {Sec} _{P}(v'.w')}
定理 ― 
リッチ曲率は線形写像
{\displaystyle w\to R(w,u)v}
のトレースに一致し、スカラー曲率は、
{\displaystyle \mathrm {Ric} _{P}(u,v)=g_{P}(\rho (u),v)}
を満たす線形写像ρのトレースに一致する。
よって特にリッチ曲率、スカラー曲率の定義は基底{\displaystyle e_{1},\ldots ,e_{m}}の取り方によらない。
実は断面曲率は曲率テンソルを特徴づける：
定理 ― 
{\displaystyle (V,g)}を計量ベクトル空間とし、
{\displaystyle R,R'~:~V^{3}\to V}
を各成分に対して線形な2つの写像とする。このとき、線形独立な任意のベクトル{\displaystyle v,w}に対し、
{\displaystyle {g(R(v,w,w),v) \over g(v,v)g(w,w)-g(v,w)^{2}}={g(R'(v,w,w),v) \over g(v,v)g(w,w)-g(v,w)^{2}}}
であれば、RとR'は同一の写像である。

#### 部分リーマン多様体における断面曲率
m次元リーマン多様体Mが別のリーマン多様体{\displaystyle {\bar {M}}}の余次元1の部分リーマン多様体、すなわち{\displaystyle M\subset {\bar {M}}}、{\displaystyle \dim {\bar {M}}=\dim M+1}の場合は、以下が成立する：
定理 ― i≠jを満たす任意のi, j ∈{1,...,m}に対し、
{\displaystyle \mathrm {Sec} _{u}(e_{i},e_{j})={\overline {\mathrm {Sec} }}_{u}(e_{i},e_{j})+\kappa _{i}\kappa _{j}}
ここで{\displaystyle e_{1},\ldots ,e_{m}}は点{\displaystyle u\in M}における主方向で{\displaystyle \kappa _{1},\ldots ,\kappa _{m}}を対応する主曲率であり、{\displaystyle \mathrm {Sec} _{u}(X,Y)}はMのuにおける断面曲率であり、{\displaystyle {\overline {\mathrm {Sec} }}_{u}(X,Y)}は{\displaystyle {\bar {M}}}のuにおける断面曲率である。
よって特にMが2次元リーマン多様体で{\displaystyle {\bar {M}}}が{\displaystyle \mathbb {R} ^{3}}の場合はMの断面曲率{\displaystyle \mathrm {Sec} _{u}(X,Y)}はガウス曲率κ1κ2に一致する（Theorema Egregium）。

### ホロノミーによる曲率の特徴づけ
本節ではホロノミーを使うことで曲率概念を特徴づけ、これにより曲率概念を多様体に内在的な幾何学的な意味付けを与える。

まず記号を定義する。これまで通り{\displaystyle \nabla }をベクトルバンドル{\displaystyle \pi ~:~E\to M}の接続とし、{\displaystyle U\in \mathbb {R} ^{2}}を{\displaystyle \mathbb {R} ^{2}}の原点Oの開近とし、Uの元を成分で{\displaystyle (x,y)}と表し、{\displaystyle \xi ~:~U\to M}を埋め込みとし、M上のベクトル場X、Yを
{\displaystyle X=\xi _{*}\left({\tfrac {\partial }{\partial x}}\right)}、{\displaystyle Y=\xi _{*}\left({\tfrac {\partial }{\partial x}}\right)}
とする。{\displaystyle c(t)}を{\displaystyle \mathbb {R} ^{2}}上の以下のような閉曲線とする：{\displaystyle O\in \mathbb {R} ^{2}}から{\displaystyle t}だけ右に動き、{\displaystyle t}だけ上に動き、{\displaystyle t}だけ左に動き、{\displaystyle t}だけ下に動く。
このとき{\displaystyle \xi \circ c(t)}に沿って、{\displaystyle \xi (O)}のファイバー{\displaystyle E_{\varphi (O)}}の元eを平行移動したものは、
{\displaystyle e_{t}=\Phi _{Y}^{-t}\circ \Phi _{X}^{-t}\circ \Phi _{Y}^{t}\circ \Phi _{X}^{t}(e)}

に等しい。ここで{\displaystyle e'\in E}に対し、{\displaystyle \Phi _{X}^{t}(e')}、{\displaystyle \Phi _{Y}^{t}(e')}はそれぞれ{\displaystyle \pi (e')}からX、Yの積分曲線に沿ってtだけ進むのに合わせて{\displaystyle e'\in E}を平行移動したものである。
定理 (ホロノミーによる曲率の特徴づけ) ― 次が成立する：
{\displaystyle \Phi _{Y}^{-t}\circ \Phi _{X}^{-t}\circ \Phi _{Y}^{t}\circ \Phi _{X}^{t}(e)=e-t^{2}R(X,Y)|_{\pi (e)}e+o(t^{2})}
すなわち、曲率{\displaystyle R(X,Y)}は、
{\displaystyle R(X,Y)|_{\pi (e)}e=-\lim _{t\to 0}{\Phi _{Y}^{-t}\circ \Phi _{X}^{-t}\circ \Phi _{Y}^{t}\circ \Phi _{X}^{t}(e)-e \over t^{2}}}
により特徴づけられる。よって直観的には曲率{\displaystyle R(X,Y)}は（X、Yが可換になるように拡張した場合に）X、Yが定める平行移動の非可換度合いを表している。

### 共変外微分による曲率の特徴づけ
本節では共変外微分の概念を導入し、この概念を用いて曲率概念を特徴づける。

#### 共変外微分
まず共変外微分の概念を導入する。
{\displaystyle \pi ~:~E\to M}をベクトルバンドルとし、
{\displaystyle \nabla ~:~\Gamma (E)\to \Gamma (T^{*}M\otimes E)}
をEの接続とし、
{\displaystyle {\mathcal {A}}^{p}(M):=\Gamma (\wedge ^{p}T^{*}M)}、{\displaystyle {\mathcal {A}}^{p}(E):=\Gamma (E\otimes \wedge ^{p}T^{*}M)}
とする。
定義 (共変外微分) ― 　
{\displaystyle d_{\nabla }^{p}:{\mathcal {A}}^{p}(E)\to {\mathcal {A}}^{p+1}(E)}
を
{\displaystyle d_{\nabla }^{p}(s\otimes \omega )=(\nabla s)\wedge \omega +s\otimes d\omega } for {\displaystyle \omega \in {\mathcal {A}}^{p}(M),s\in \Gamma (E)}
を満たすように定義し、{\displaystyle d_{\nabla }^{p}}を共変外微分（英: covariant exterior differentiation）という。
共変外微分がwell-definedである事の証明は省略する。紛れがなければ添字のpを省略し、{\displaystyle d_{\nabla }}と書く。
共変外微分は以下を満たす：
定理 ― 　
{\displaystyle d_{\nabla }^{0}=\nabla }
{\displaystyle d_{\nabla }(\eta \wedge \omega )=d_{\nabla }\eta \wedge \omega +(-1)^{p}\eta \wedge d_{\nabla }\omega } for {\displaystyle \eta \in {\mathcal {A}}^{p}(E),\omega \in {\mathcal {A}}^{q}(E)}
共変外微分は通常の外微分と違い、
{\displaystyle d_{\nabla }d_{\nabla }=0}
となるとは限らない。しかし
{\displaystyle d_{\nabla }d_{\nabla }(s\otimes \omega )=d_{\nabla }((d_{\nabla }s)\wedge \omega +s\otimes d\omega )}{\displaystyle =(d_{\nabla }d_{\nabla }s)\wedge \omega -d_{\nabla }s)\wedge d_{\nabla }\omega +d_{\nabla }s\wedge d\omega =(d_{\nabla }d_{\nabla }s)\wedge \omega }
となるので、{\displaystyle s\in \Gamma (E)={\mathcal {A}}^{0}(E)}に対して{\displaystyle d_{\nabla }d_{\nabla }s}が分かれば一般の{\displaystyle s\otimes \omega }に対して{\displaystyle d_{\nabla }d_{\nabla }(s\otimes \omega )}が計算できる事になる。

#### 曲率の特徴づけ
実は{\displaystyle d_{\nabla }d_{\nabla }s}は曲率に一致する事が知られている：
定理 (共変外微分による曲率の特徴づけ) ― 任意の{\displaystyle s\in \Gamma (E)}と任意の{\displaystyle X,Y\in {\mathfrak {X}}(M)}に対し、以下が成立する（リッチの恒等式（英: Ricci's identity））。
{\displaystyle (d_{\nabla }d_{\nabla }s)(X,Y)=R(X,Y)s}
なお、すでに述べたように{\displaystyle d_{\nabla }d_{\nabla }}は0になるとは限らないが、{\displaystyle d_{\nabla }d_{\nabla }d_{\nabla }}は必ず0になる事が知られており、この事実はビアンキの第二恒等式と同値である：
定理 ― 任意の{\displaystyle s\in \Gamma (E)}に対し、以下が成立する（ビアンキの第二恒等式（英: Bianchi's identity））：
{\displaystyle d_{\nabla }d_{\nabla }d_{\nabla }=d_{\nabla }R=0}

## 一般の接続へ
これまで本項では共変微分∇を用いて接続概念を考察してきたが、 実はむしろωから接続概念を定義したほうが、数学的に有利である事が示唆される。その理由は２つある。
第一に、リーマン多様体であれば∇から定義される曲率テンソルを使って記述できた恒等式、例えば（第二）構造方程式や（第二）ビアンキ恒等式は、一般のベクトルバンドルではωを使わないと記述できない（曲率の章を参照）。
第二に、接続概念において重要な役割を果たす平行移動の概念は接続形式ωと強く関係しており、ベクトルバンドル{\displaystyle E\to M}の底空間Mの曲線{\displaystyle c(t)}に沿って定義された局所的な基底{\displaystyle (e_{1}(t),\ldots ,e_{m}(t))}をtで微分したものが接続形式{\displaystyle \omega ({\tfrac {dc}{dt}}(0))}に一致する。
よって特に∇がEの計量と両立する接続の場合、∇による平行移動は回転変換、すなわち{\displaystyle SO(n)}の元なので、その微分である接続形式ωは{\displaystyle SO(n)}のリー代数{\displaystyle {\mathfrak {so}}(n)}の元、すなわち歪対称行列である。
このように接続形式を用いるとベクトルバンドルの構造群（上の例では{\displaystyle SO(n)}）が接続形式の構造をリー群・リー代数対応により支配している事が見えやすくなる。
上では回転群{\displaystyle \mathrm {SO} (m)}の場合を説明したが、{\displaystyle \mathrm {GL} _{n}(\mathbb {C} )}（を自然に{\displaystyle \mathrm {GL} _{2n}(\mathbb {R} )}の部分群とみなしたもの）や{\displaystyle \mathrm {U} _{n}(\mathbb {C} )}、物理学で重要なシンプレクティック群やスピン群に対しても同種の性質が証明でき、接続形式がリー群・リー代数対応により支配されている事がわかる。

こうした事実は接続概念を直接リー群と接続形式とで記述する方が数学的に自然である事を示唆する。リー群の主バンドルの接続はこのアイデアを定式化したもので、主バンドルの接続は接続形式に相当するものを使って定義される。詳細は接続 (ファイバー束)の項目を参照されたい。